# Mixtape (мініальбом Stray Kids)
Mixtape (з англ. — «Мікстейп») — до дебютний мініальбом південнокорейського гурту Stray Kids. Він вийшов на цифрових платформах та фізичних носіях 8 січня 2018 року JYP Entertainment та розповсюджений через Genie Music. До Mixtape увійшло сім композицій, які були виконані на однойменному реаліті-шоу. У січні було продано 45 249 фізичних копій альбому.

## Просування
Музичне відео на композицію «Hellevator» було представлено публіці ще до початку однойменного реаліті-шоу. 26 вересня 2017 відео тізер «Hellevator» вийшов на YouTube каналі JYP Entertainment та в спільноті Stray Kids на V LIVE. Повне відео з'явилося на тих же платформах 6 жовтня 2017 року.
28 грудня 2017 було опублікувано список композицій до дебютного мініальбому Mixtape. Альбом містить в собі сім композицій, які вперше були представлені на реаліті-шоу Stray Kids.
З 2 по 5 січня JYP Entertainment опублікували індивідуальні та групові фото тизери Stray Kids. А 6 січня вийшов відео тизер перформансу до композиції «Beware», повне відео до якого було опубліковане у день релізу до дебютного мініальбому.
Після релізу альбому 15 січня 2018 року було опубліковано відео перформансу до композиції «Spread My Wings», тизер до якого опублікували за декілька днів до цього.
|                                                                              |                                                                |                                                               |                                                               |                                  |                                                |  |
|                                                                              | Публікація індивідуальних фото тизерів: Бан Чан, Уджин, Лі Ноу | Публікація індивідуальних фото тизерів: Чанбін, Хьонджин, Хан | Публікація індивідуальних фото тизерів: Фелікс, Синмін, Ай'Ен | Публікація групових фото тизерів | Публікація тизеру до відео перфомансу «Beware» |  |
| 2 січня                                                                      | 3 січня                                                        | 4 січня                                                       | 5 січня                                                       | 6 січня                          | 7 січня                                        |  |
| Реліз пре-дебютного мініальбому Mixtape Публікація відео перфомансу «Beware» |                                                                |                                                               |                                                               |                                  |                                                |  |
| 8 січня                                                                      |                                                                |                                                               |                                                               |                                  |                                                |  |

## Про мініальбомMixtape
Південнокорейсьский стиль хіп-хопу, електронна музика, ліричний настрій, темне та драйвове звучання все це можна знайти у до дебютному мініальбомі Mixtape гурту Stray Kids.
«Hellevator» (англ. «hell» — укр. «пекло», англ. «elevator» — укр. «ліфт», комбінацію цих слів можна перекласти як «пекельний ліфт», «ліфт із пекла») — головна пісня мініальбому Mixtape. Лірика розповідає про те як Stray Kids йдуть до своєї мети, бажаної вершини. І шлях до цієї мети не є простим, він сповнений перешкод та болю, але вони заходять у «пекельний ліфт» щоб піднятись туди, куди хотіли потрапити з самого початку.
«Beware» (англ. «beware» — укр. «обережно») демонструє бунтарський дух і підліткові переживання. Головний герой знає, що його поведінка і мова мінлива, але нічого не може з цим зробити, все чого він хоче аби його зрозуміли. А поради дорослих та їх втручання роблять тільки гірше, тому він і далі продовжує себе так вести хоч і не знає чим це може закінчитися.
«Spread My Wings» (англ. «spread my wings» — укр. «розправ мої крила») — це пісня про той період у житті, коли ти ще дитина, але хочеш щоб тебе сприймали як дорослого. Ти робиш те чого ніколи до цього не робив, але що на твою думку роблять дорослі. І хоч тобі страшно, але в той же час ти хочеш «розправити юні крила, якомога ширше».
«YaYaYa» — розповідь про майбутнє героя, який мріє про успішне майбутнє. Він точно знає де хоче опинитися.
«Glow» (англ. «glow» — укр. — «сяйво», «світло») — балада з автобіографічною історією учасників Stray Kids, які біжать до своєї мрії. Розповідь про їхні тренування, злети та падіння на шляху до спільної мети, дебюту.
«School Life» (англ. «school life» — укр. — «шкільне життя») — це дотепна композиція, лірика якої сповнена метафорами та різними виразами, що описують нудне життя учнів, які втомилися від шкільної рутини.
«4419» — це пісня, яка заснована на реальній історії, спогади про те як щодня герой сідав на автобус 4419 разом з другом дитинства.

## Формати
| Стандарт                   |                   | Попереднє замовлення |
| -------------------------- | ----------------- | -------------------- |
| • Дві фотокартки учасників | • Десять листівок |                      |
| • Фотокнига                | • Плакат          |                      |
| • CD-R диск                |                   |                      |

| • Цифрова обкладинка      |
| • Сім цифрових композицій |

## Список композицій
Кредити до пісень були взяті з сайту MelOn.
| #  | Назва             | Автор слів                              | Автор музики                                                                                | Аранжування                                               | Тривалість |
| -- | ----------------- | --------------------------------------- | ------------------------------------------------------------------------------------------- | --------------------------------------------------------- | ---------- |
| 1. | ««Hellevator»»    | Armadillo 3Racha [ e ]                  | Armadillo 3Racha Rangga                                                                     | Armadillo Бан Чан ( 3Racha ) Rangga                       | 4:01       |
| 2. | «Beware»          | 3Racha                                  | 3Racha Trippy ITAKE                                                                         | Trippy                                                    | 3:09       |
| 3. | «Spread My Wings» | 3Racha                                  | 3Racha Trippy                                                                               | Trippy                                                    | 3:18       |
| 4. | «YaYaYa»          | 3Racha earattack                        | earattack 3Racha                                                                            | earattack                                                 | 3:21       |
| 5. | «Glow»            | Со Чан Бін ( 3Racha ) Фелікс Лі Мін Хо  | Бан Чан ( 3Racha ) This N That                                                              | Бан Чан ( 3Racha ) Garden This N That                     | 3:24       |
| 6. | «School Life»     | 3Racha Кім У Джин Ян Чон Ін This N That | Brandon P. Lowry Tobias Karlsson Matthew Engst Хан Джи Сон ( 3Racha ) Кім У Джин Sangmi Kim | Brandon P. Lowry Tobias Karlsson Matthew Engst Sangmi Kim | 3:36       |
| 7. | «4419»            | 3Racha Кім Син Мін Хван Хьон Джин       | 3Racha 진짜사나이                                                                           | 진짜사나이                                                | 3:13       |

## Список усіх кредитів
Кредити до пісень були взяті з сайту MelOn.
- Бан Чан (3Racha) — лірика (усі, крім 5 композиції), музика (усі, крім 6 композиції), аранжування, комп'ютерне програмування (композиції 1, 5), беквокал (композиції 4, 5, 6, 7)
- Со Чан Бін (3Racha) — лірика (усі композиції), музика (усі, крім 5 та 6 композиції), беквокал (композиція 4)
- Хан Джи Сон (3Racha) — лірика (усі композиції), музика (усі, крім 5 композиції), беквокал (композиція 4)
- Кім У Джин — лірика (композиція 6), музика (композиція 6), беквокал (композиція 6)
- Лі Мін Хо — лірика (композиція 5)
- Хван Хьон Джин — лірика (композиція 7)
- Фелікс — лірика (композиція 5), беквокал (композиція 4)
- Кім Син Мін — лірика (композиція 7), беквокал (композиція 7)
- Ян Чон Ін — лірика (композиція 6)
- Armadillo[19] — лірика, музика, аранжування, акустичне фортепіано, комп'ютерне програмування (композиція 1)
- earattack[20] — лірика, музика, аранжування, усі інструменти, комп'ютерне програмування, клавіатура та фортепіано, баси, гітара, беквокал (композиція 4)
- This N That — лірика (композиція 6), музика, аранжування, комп'ютерне програмування (композиція 5)
- Rangga[21] — музика, аранжування, електрогітара, комп'ютерне програмування (композиція 1)
- Trippy — музика, аранжування, комп'ютерне програмування (композиції 2, 3)
- ITAKE — музика (композиція 2) беквокал (композиції 2, 3)
- Brandon P. Lowry[22] — музика, аранжування, беквокал (композиція 6)
- Tobias Karlsson — музика, аранжування, перкусія, бас-гітара, гітари, клавіатури, електричний рояль, програмування на барабанах (композиція 6)
- Matthew Engst — музика, аранжування, клавіатури, електричний рояль, програмування на барабанах, програмування синтезатора (композиція 6)
- Sangmi Kim[23] — музика, аранжування (композиція 6)
- 진짜사나이 — музика, аранжування (композиція 7)
- Garden[24] — аранжування, клавіатура, комп'ютерне програмування (композиція 5)
- Young-duk Cho — електрогітара (композиція 1)
- Fleazy — беквокал (композиція 1)
- Yura Jeong[25] (Anemone Studio) — звуковий редактор (композиція 1)
- Hongjin Lim[26] (JYPE Studios) — запис (композиція 1), зведення (композиція 5)
- Hansu Jang[27] (JYPE Studios) — запис (усі, крім 4 композиції), асистент зі зведення (композиції 4, 6)
- Hyejin Choi[28] (JYPE Studios) — запис (композиції 1, 4)
- Sehee Um (JYPE Studios) — запис (композиції 1, 4), асистент зі зведення (композиції 4, 6)
- Lee Tae-Sub[29] (JYPE Studios) — зведення (композиції 4, 6)
- Luca Pretolesi[30] (Studio DMI) — зведення, освоєня (композиція 1)
- Scott Banks[31] (Studio DMI) — зведення, освоєня (композиція 1)
- Joey Albanesi (Studio DMI) — зведення, асистент з освоєня (композиція 1)
- LOOGONE[32] — гітара (композиції 2, 3)
- Yoo Won Kwon (Studio SEAN)[33] — зведення (композиції 2, 3)
- Park Jung-Un[34] (Honey Butter Studio) — освоєння (усі, крім 1 композиції)
- YUE — редагування вокалу (композиції 4, 5, 6)
- Wally[35] — клавіатура, струни (композиція 5)
- 원상 — баси (композиція 7)
- Shin Ji-young[36] — редагування вокалу (композиція 7)
- Kim Bo Sung — зведення (композиція 7)

## Чарти
| Чарт (2018)                               | Найвища позиція |
| ----------------------------------------- | --------------- |
| Японія Japanese Albums (Oricon)           | 47              |
| Південна Корея South Korean Albums (Gaon) | 2               |
| США US World Albums (Billboard)           | 2               |

| Чарт (2018)                               | Позиція |
| ----------------------------------------- | ------- |
| Південна Корея South Korean Albums (Gaon) | 71      |

## Історія релізу
| Регіон         | Дата          | Формат         | Дистриб'ютор                  | Прим.  |
| -------------- | ------------- | -------------- | ----------------------------- | ------ |
| Світовий       | 8 січня, 2018 | Цифровий реліз | JYP Entertainment Genie Music | [ 16 ] |
| Південна Корея | 8 січня, 2018 | CD             | JYP Entertainment Genie Music | [ 17 ] |

## Нотатки
1. 1 2 3 4  Стилізується як BEWARE. Оригінальна назва «Grrr 총량의 법칙» (кор. 총량의 법칙 використовується у значенні англ. beware)
2. 1 2  Оригінальна назва 어린날개 (Spread My Wings), кор. 어린날개 — англ. young wings — укр. «юні крила», «молоді крила».
3. ↑  Фотокартки розповсюджуються випадковим чином, доступні у двох варіантах розміром 5,5 × 8,5 см: Selfie Ver. (одна з дев'яти, селфі фото учасників); Making Ver. (одна з дев'яти, портретна версія також із дев’ятьма різними фотокартками). Фотокнига розміром 18 × 25,5 см доступна в єдиному варіанті і складається зі ста сімдесяти шести сторінок.
4. ↑  Дев’ять індивідуальних листівок та одна групова. Випадкова версія плаката розміром 76 × 52 см (один з трьох можливих версій). При попередньому замовленні, крім стандартного набору альбому можна отримати додаткові атрибути, як правило вони випускаються лімітованою серією і потім більше ніде не продаються.
5. ↑  3Racha стилізується як 3RACHA - мається на увазі, що всі учасники (Бан Чан, Чанбін, Хан) продюсерського юніту брали участь.